# Ферия, Алонсо Фернандес де Кордова-и-Фигероа
Алонсо Фернандес де Кордова-и-Фигероа (исп. Alonso Fernández de Cordoba y Figueroa; 9 октября 1588, Монтилья — 24 июля 1645, там же), 5-й герцог де Ферия — испанский аристократ.

## Биография
Сын Педро Фернандеса де Кордовы, 4-го маркиза де Приего, и Хуаны Энрикес.
5-й маркиз Приего, 3-й маркиз де Вильяфранка, 2-й маркиз де Монтальбан.
Унаследовал майораты и титул маркиза Приего, значительную территорию, в которую входили одиннадцать городов и деревень (Агилар, Монтилья, Монтурке, Монтальбан, Пуэнте-Дон-Гонсало, Каньете, Кастро-дель-Рио, Вильяфранка и Санта-Крус) и два в Суббетике Королевства Кордовы (Приего и Каркабуэй).
Родился глухонемым, но научился говорить, читать и писать благодаря стараниям своего секретаря и учителя Мануэля Рамиреса де Карриона, который в то время приобрел известность благодаря своим научным методам.
В политической и военной деятельности испанской монархии не участвовал, и большую часть своей жизни прожил в Монтилье, столице маркизата Приего, занимаясь управлением своим государством. Тем не менее, он сотрудничал с Филиппом III в 1609—1611 годах в изгнании более двух тысяч мавров, живших в маркизате, особенно в городе Приего. В 1603 году Филипп III создал титул маркиза де Монтальбан для его первенца, а Филипп IV в 1624 году пожаловал маркиза Приего в рыцари ордена Золотого руна.
За более чем пятидесятилетнее управление своим маркизатом он консолидировал и расширил наследство своих предшественников, как правило, за счет покупок у королевской казны, постоянно испытывавшей нехватку средств, получив многочисленные привилегии, права торговли, содержания таверн и табачных лавок, и такие монополии, как мыловаренный завод и налоги, подобные алькабале, которые собирал в свою пользу.
Жители маризата неоднократно жаловались в королевские суды на нарушение их прав, и приговоры, как правило, выносились в их пользу, но маркиз добился от Филиппа IV отмены большей части приговоров.
Вместе со своей женой он основал два францисканских монастыря: один в Каньете в 1626 году, а другой в Пуэнте-Дон-Гонсало (ныне Пуэнте-Хениль) в 1644 году. В 1617 году они также основали монастырь Санта-Клара в Приего, и в этом в 1637 году госпиталь де ла Каридад и Сан Онофре. Маркиз также покровительствовал главной часовне монастыря Сан-Агустин-де-Монтилья и монастырю босых кармелитов в том же городе.
В 1637 году, после смерти своего внука, 4-го герцога Фериа, он унаследовал все его владения, титул и достоинство гранда Испании.

## Семья
Жена (20.02.1607): Хуана Энрикес де Рибера (ок. 1490—14.02.1649), дочь Фернандо Энрикеса, 4-го маркиза де Тарифа, и Аны Тельес-Хирон. Доводилась мужу двоюродной сестрой. Из-за этого родства маркиз безуспешно пытался отсудить наследство Энрикесов. В браке родилось восемнадцать детей, многие из которых умерли в юном возрасте
Дети:
- Ана (15.10.1608—3.10.1679). Муж 1) (18.05.1625): Гомес IV Суарес де Фигероа-и-Кордова (1587—1634), 3-й герцог де Ферия; 2): Педро Антонио Рамон Фольк де Кардона
- Мария Андреа де Хесус (р. 29.11.1609). Муж (1635): Педро Портокарреро-и-Арагон (1611—1690), 7-й граф де Медельин
- Хуана (4.04.1611—1680). Муж (1.03.1640): Гаспар де Гусман-и-Сандоваль (1602—1664), 9-й герцог де Медина-Сидония
- Педро (4.03.1612—1621), 3-й маркиз де Монтальбан
- Исабель (5.09.1619). Муж (1642): Франсиско Фернандес де Кордова, 8-й герцог де Сесса
- Луис Игнасио (6.09.1623—20.08.1665), герцог де Ферия. Жена (24.02.1642): Мариана Фернандес де Кордова (ок. 1620—1673), дочь Антонио II Фернандеса де Кордова Фольк де Кардона, 7-го герцога де Сесса, и Тересы Пиментель-и-Понсе де Леон
- Хосефа Хакинта (р. 19.09.1627). Муж (1645): Иньиго Фернандес де Веласко, 9-й граф де Аро